# Sportkanal
En sportkanal är en radiokanal eller, oftast, TV-kanal som bara eller mestadels sänder sport och dessutom marknadsför sig som sådan. Under 1990-talet blev sådana kanaler allt vanligare i TV.
De största av Sveriges sportkanaler och deras aktuella sändningar kan hittas på sporturet.se

## Exempel på sportkanaler
- ESPN
- Eurosport
- TV4 Sport